# Ajar (Mauritanie)
Pour les articles homonymes, voir Ajar.
Ajar (en arabe : اجار) est une commune rurale du sud de la Mauritanie, située dans le département de Wompou de la région de Guidimakha.

## Géographie
La commune d'Ajar est située à l'ouest dans la région de Guidimakha et elle s'étend sur 672 km2.
Elle est délimitée au nord par les communes de Edbaye Ehl Guelaye et de Diadjibine Gandéga, à l’est par les communes de Ould M'Bonny et Tachott, au sud par la commune d'Arr, à l’ouest par la commune de Vréa Litama.

## Histoire
Ajar a été érigée en commune par l'ordonnance du 20 octobre 1987 instituant les communes de Mauritanie.

## Démographie
Lors du Recensement général de la population et de l'habitat (RGPH) de 2000, Ajar comptait 11 331 habitants.
Lors du RGPH de 2013, la commune en comptait 14 357, soit une croissance annuelle de 1,9 % sur 13 ans.

## Administration

### Découpage administratif
Le 8 septembre 2021, le gouvernement mauritanien a adopté un projet de décret donnant lieu à la création de six nouvelles moughataas à travers le pays, dont celle de Wompou. L'arrondissement de Wompou, dans le département de Sélibabi, devient une moughataa à part entière. Elle est comstituée de trois communes : Ajar, Arr et Wompou, qui en est le chef-lieu.
La création de cette moughataa est très appréciée par les habitants et administrations locales, qui l'ont fait savoir.

### Liste des maires
| Période                                  | Période | Identité           | Étiquette | Qualité |
| ---------------------------------------- | ------- | ------------------ | --------- | ------- |
| Les données manquantes sont à compléter. |         |                    |           |         |
| 2013                                     | 2018    | Bouya Silly Camara |           |         |
| 2018                                     | 2023    | Omar Adama Dramé   |           |         |

## Économie
L'agriculture est au centre de l'économie d'Ajar, comme quasiment toutes les communes de la région. Mais cette économie est fragile car elle rencontre des obstacles à son développement, notamment les conditions climatiques ou le manque de moyens des agriculteurs. Pour faire face à ces obstacles, l'état ou différentes ONG financent des projets qui améliorent les conditions de vie des habitants.

## Aide humanitaire

### Crise alimentaire
Les crises alimentaires et nutritionnelles sont récurrentes dans la région du Guidimakha. Malgré le fort potentiel agricole de cette zone, les habitants ont du mal à couvrir leurs besoins alimentaires de base et sont très vulnérables aux chocs climatiques, aux catastrophes naturelles et aux conflits.
Face à ces difficultés, les communes d'Ajar, Arr et Ould M'Bonny se sont associées pour enclencher des actions durables pour lutter contre l’insécurité alimentaire. Début 2013, elles ont contacté le Gret, une ONG qui lutte contre la pauvreté et les inégalités dans le monde, afin d'élaborer un programme pour améliorer la sécurité alimentaire et nutritionnelle de leurs habitants.
Le projet Résanut est lancé le 1er avril 2014 en association avec AGIRabcd, une association française appuyant déjà plusieurs coopératives agricoles au Guidimakha. Le projet se déroule sur trois ans avec un budget de 1 500 000 €. 

### Crise humanitaire
À la suite de violentes inondations durant la saison des pluies de 2020, Ajar ainsi que six autres communes de la région ont reçu des dons de matériels offerts par le Fonds des Nations unies pour la population en décembre 2020. De nombreux kits composés de nattes, de couvertures et de sacs contenant des effets personnels destinés aux femmes ont été distribués aux habitants de la commune.